# Masafer Yatta
Masafer Yatta (àrab: مسافر يطا, Masāfir Yaṭṭā) són un grup de 19 llogarets palestins de la governació d'Hebron, a Cisjordània, situats entre 14 i 24 kilòmetres al sud-oest d'Hebron en els límits municipals de Yatta. Segons l'Oficina Central Palestina d'Estadístiques sis de les localitats que conformen Masafer Yatta (Mantiqat Shi'b al-Batim, Khirbet Tawil ash-Shih, Khirbet al-Fakhit, Khirbet Bir al-Idd, Khirbet Asafi i Maghayir al-Abeed) tenien una població de 768 habitants en 2007. la propera at-Tuwani serveix com a centre de les localitats beduïnes de Masafer Yatta. Masafer Yatta és administrat per un comitè de desenvolupament local els membres del qual són nomenats pel Ministeri d'Afers Locals de l'Autoritat Nacional Palestina.
Es creu que el nom "Masafer" deriva de l'àrab "viatjar" per la distància necessària per viatjar des de Yatta, o "res" per la creença local que "res" podria viure a la zona.

## Història
En 1881 el Survey of Western Palestine (SWP) del Fons per a l'Exploració de Palestina va assenyalar els següents llocs: Shảb el Butm, que vol dir "l'espurna del pistatxer", Tuweil esh Shîh, que vol dir "el pic o la cresta d'artemísia", Kh. el Fekhît, que vol dir "la ruïna de la fissura", i Kh. Bîr el ’Edd, que vol dir "la ruïna del pou perenne". A Kh. Bîr el ’Edd va assenyalar "traces de ruïnes i una cisterna", mentre a Kh. el Fekhît, assenyala "traces de ruïnes, i una cova."
Després de la Guerra araboisraeliana de 1948 i els acords d'armistici de 1949, Masafer Yatta va quedar sota un règim d'ocupació jordana. Des de la Guerra dels Sis Dies en 1967, Masafer Yatta ha romàs sota ocupació israeliana.
El clúster de llogarets forma part de la "Zona C", el que significa que Israel en té control militar i civil complet. L'àrea és utilitzada per l'exèrcit per a entrenament militar i denominada Zona de Foc 918 per l'exèrcit israelià. Més de mil palestins s'arrisquen a ser expulsats de les seves llars i propietats.
Bir el-Eid, que és més proper a l'avançada israeliana Mitzpeh Yair, informa que la seva cisterna està vandalitzada per haver-hi llençat una carcassa d'animals. En una acusació inexistent per qualsevol altra agència o per la policia, els palestins i els seus simpatitzants afirmen que "es creu que els colons israelians estan darrere del vandalisme".